# Kötschach-Mauthen
Kötschach-Mauthen (friülès: Catès-Mude, eslovè: Koče-Muta) és un municipi austríac, dins de l'estat de Caríntia. L'any 2007 tenia 3.510 habitants. Limita amb els municipis d'Oberdrauburg al nord, Dellach im Drautal i Dellach a l'est, Lesachtal a l'oest i Paularo al sud.

## Història
L'àrea de municipi ja era poblada abans el segle ii aC. Existeix una inscripció vèneta sobre roca a Würmlach d'aquesta època. Una calçada romana creuava el Plöckenpass, on hi havia una població romana en el lloc on ara es troba el poble de Mauthen.
A l'edat mitjana la regió experimentà un fort creixement econòmic mercès a l'extracció de mineral de ferro, or, plata i plom. La major part dels pobles actuals es mencionen per primer cop en documents de l'Edat Mitjana: Mauthen el 1276, Höfling el 1300, Kötschach el 1308, Podlanig i Würmlach el 1374 i Sankt Jakob el 1376. Ja al segle xvi, Laas es menciona el 1510, Mandorf el 1521 i de Gentschach el 1590. Des del segle xvi, tota la regió pertanyia al comte d'Ortenburg (actualment Ortnek a Eslovènia).
El 1930, amb ocasió de l'aniversari de 10 anys del Plebiscit de Caríntia, el municipi esdevingué un mercat.
El s'ajuntaren 1958 els municipis de Kötschach i Mauthen, que esdevingueren Kötschach-Mauthen. El 1973 s'amplià l'àrea del municipi amb els pobles de la vall del riu Gail i del Lesachtal.
El Canceller Josef Klaus (1910-2001) va néixer en aquesta localitat.

## Divisió administrativa
Es divideix en 31 Ortschaften:
| - Aigen (17) - Buchach (11) - Dobra (6) - Dolling (9) (Dolniče) - Gailberg (4) - Gentschach (25) - Gratzhof (12) - Höfling (35) | - Kosta (11) - Kötschach (1.612) (Koče) - Kreuth (82) (Rut(e)) - Kreuzberg (15) - Krieghof (5) - Kronhof (14) - Laas (231) (Laz) - Lanz (13) | - Mahlbach (11) - Mandorf (34) - Mauthen (760) (Muta) - Nischlwitz (13) - Passau (3) - Plöcken (0) - Plon (15) - Podlanig (37) | - Sankt Jakob im Lesachtal (83) - Sittmoos (14) - Strajach (96) (Srejah) - Weidenburg (78) - Wetzmann (24) - Würda (0) - Würmlach (343) (Bumlje) |

## Administració
| Període | Identitat       | Partit |
| ------- | --------------- | ------ |
| 2003-   | Walter Hartlieb | SPÖ    |

L'ajuntament de la vila està format per 23 membres dels partits:
- 12 SPÖ
- 5 ÖVP
- 4 BZÖ
- 2 NL Thurner

| edit | Municipis del Districte d'Hermagor                                                                                        | Bandera de Caríntia |
| \| \| Dellach \\| Gitschtal \\| Hermagor-Pressegger See \\| Kirchbach \\| Kötschach-Mauthen \\| Lesachtal \\| Sankt Stefan im Gailtal \| | |                     |
| Mapa de Villach-Land | Dellach \| Gitschtal \| Hermagor-Pressegger See \| Kirchbach \| Kötschach-Mauthen \| Lesachtal \| Sankt Stefan im Gailtal |                     |